# Тараничев, Пётр Фёдорович
Пётр Фёдорович Тараничев — советский хозяйственный, государственный и политический деятель.

## Биография
Родился в 1905 году. Член КПСС с 1930 года.
С 1922 года — на хозяйственной, общественной и политической работе. В 1922—1976 гг. — ученик слесаря в сборочном цехе, бригадир, помощник начальника цеха, начальник цеха, директор завода «Красный пролетарий», член коллегии Министерства, заместитель министра, начальник Управления станкостроительной и инструментальной промышленности СССР
За коренное усовершенствование технологии и организацию высокопроизводительного поточного метода производства станков, обеспечившие значительный рост производительности труда при резком сокращении потребности в оборудовании был в составе коллектива удостоен Сталинской премии 3-й степени 1946 года (за 1943-1944-й года).
Умер в Москве после 1975 года.